# おいしい魔法のとなえかた。
『おいしい魔法のとなえかた。』（おいしいまほうのとなえかた）は、2007年2月23日にc:driveから発売されたアダルトゲームである。略称はおまほ。
初回版には特典として、2005年にXANADU（キサナドゥ）ブランドから発売された『シス×みこ』のゲームディスクが付属した。

## ストーリー
50年前に起こった魔王が起こした魔導大戦が原因で、世界は多大な被害を受けた。だが、七英雄により魔王は倒され、世界には平和が訪れることとなった。そして現代、魔法の科学が入り混じる世界で、主人公浮舟カヲルはマギステルニア学院の教師として赴任してきた。その際、自分が受け持つ生徒は、過去に自分と共に戦った仲間たちの娘だった。彼女たちは英雄になることを望んでいたが、カヲルは彼女たちに戦いをさせないようにセクハラ授業を行うことによって、彼女たちの才能の芽を潰そうとする。

## キャラクター
浮舟 カヲル（うきふね カヲル）
声：なし
本作の主人公。50年前の魔導大戦で活躍した大戦の七英雄の一人。通称・疾風の従者（スクワィア）。魔王の最後の力で呪いの力で氷付けにされ、全盛期の姿のままこの時代に復活した。現在は魔法学校の教師を転々としながら生活をし、マギステルニア学院の教師として赴任する。担当は座学。職業はメインはローグ（盗賊）だが、侵入や偵察などを目的としたスカウトとしての能力もある。そのため、知識だけは人一倍高い。弱そうに見えるが、実際は50年前の英雄ほどの能力がなければ彼とまともに戦うことはできないほどの実力を持つ。おでんなどの妙に安っぽいものを食すことが多い。
50年前の大戦で英雄の空しさや辛さを最も経験的に理解しており、行く先々の学校で英雄の卵となる人物を潰してきた。そして、今回の教え子は、かつての仲間たちの子供たちだと知り、戦いに駆り出されないように自らセクハラな授業を行ったりして才能を潰そうとしている。だが、生徒たちが真面目にその課題をこなしてしまうことに困惑している。また、たまに真面目に授業をし、生徒たちにアドバイスをすることもある。
アリア・ルー・ガーネット
声優：成瀬未亜
50年前の魔導大戦の英雄ガーネットの娘。精霊の声を聞くことができ、様々な魔法を使うことができるエレメンタルマスタークラスの素質がある。だが、制御する精神力がなく、まともに魔法を操ることができない。また、頭の悪いと言われるが、妙なところで知識を披露することがある。箒（ほうき）で飛ぶ速さは半端ではないが、壁に激突することが多い。再生者（リジェネレーター）という能力を持っており、多少の傷ならすぐに回復する。明るく元気な性格をした「ボク」少女。能力は上述の通り様々な魔法を唱える才能があるが、現在のもっとも強いのは風魔法。将来の夢は正義の味方になること。カヲルのことを「キミ」と呼んでいる。左側の髪に止めてある猫の髪留は、彼女の表情によって猫の顔の表情も変わっている。
両親は二人とも英雄であり、父は騎士であるザ・タンク、母は白の導師と呼ばれたガーネット。母親のガーネットはリオの母親と双璧をなす天才魔術師。性格はいたって真面目で奥手な感じのする少女だったらしい。なお、彼女の頭の悪さは父から受け継いだらしい。
リオ・ローズ・セレスタイン
声：青山ゆかり
50年前の魔導大戦の英雄エカテリーネの娘。代々黒魔術の家系であり、すでに魔術師の資格を持つ立派な達人（アデプト）である。だが向上心は高く、休日でも禁書を読んで勉強していることもある。実家はドイツで金持ちだが、彼女はあまり戻る気はないらしい。プライドが高くかなり強気だが、協調性はある。得意魔法雷属性の精霊魔法。また、状況判断能力が高く、戦いでも指示を出す役目を担っている。将来は魔法剣士を目指している。
母の名前はエカテリーネ・ローズ・セレスタイン。希代の黒魔術師だったが、人を見下すことを趣味にしているような人物だった。エカテリーネはカヲルにとって初恋の相手だったが、告白して玉砕している。彼女は母親にコンプレックスをもっており、将来は絶対に越えたいと思っている。
ミイナ・レモングラス
声：まきいづみ
50年前の魔導大戦の英雄レモングラスの義理の娘。もう一つの地球・ガイア出身。本当の両親を亡くしており、子供がいないレイモンドに引き取られた経緯がある。引き取られた頃は心を失っていたが、今は心を取り戻している。だが、人の心の機敏がわからないところがある。性格はおっとりしていてボケなどを行うこともあるが少し頑固なところもある。カヲルが呪いから復活した直後にレイモンドに頼りにきたことがあり、その縁で彼女とも顔なじみ。そのため、カヲルのことを「くん」付けで呼んでいる。科学を使った道具を使うのが苦手。かなり家庭的で料理などをよく行っている。実家は教会だが彼女は魔法使いを目指している。また数少ない光魔法の使い手でもある。
彼女の義理の父親は神聖魔法の使い手で、神々との接触を果たし50年前の大戦で宗教界の協力を取り付けた人物。堅物だといわれていたが、カヲルとは仲が良かった。
パティ・ムーンストーン
声：三園あすか
マギステルニア学院の教師。カヲルの師匠の恋人だった人物で大戦の英雄の一人。50年前の大戦で魔王から呪いを受け、老いることもない体となった。そのため、今でも若さを保っている。カヲルとは全く違う意見を持っており対立しているが、カヲルが師匠と似ていることを素直に喜んでいる。職業は魔法剣士で策士。ランクはカヲルよりも高い。
アルフィ・マリーゴールド
声：新堂真弓
パティの教え子の一人。100年の一人の天才と名乗っているだけあって実力は高いものの、傍若無人で頭に血が上ると高レベル魔法を連発してくる。カヲルこそ自分の教師に相応しいと言っている。
ミチル・スピノサ
声：ヒマリ
パティの教え子の一人。気弱そうでオドオドしているが、パティの教え子の中でもっとも魔力が高い。
ナゲット・クリノクロア
声：柚木サチ
パティの教え子の一人。物静かで冷静沈着、状況判断能力が高い。

## ベンチマーク
本作ではHシーンにおいて、喘ぎ声で大量のフキダシを矢継ぎ早に表示するという独特のエフェクトが新たに採用されている。このため、従来のシステムに比べて該当シーンが重くなっており、公式サイトではこのエフェクトの表示能力を計測するベンチマーク（18禁）を公開している。おおむね5000以上のスコアが目安とされているが、PCのマシンパワーが足りない場合などにはこのエフェクトをオフにしてプレーすることもできる。

## 主題歌
オープニングテーマ「おいしい魔法のサシスセソ」
楽曲製作・MOSAIC.WAV / 作詞：み〜こ / 作曲：小池雅也 / 編曲：柏森進 / 歌：み〜こ